# Pleurothallis dunstervillei
Pleurothallis dunstervillei är en orkidéart som beskrevs av Ernesto Foldats. Pleurothallis dunstervillei ingår i släktet Pleurothallis och familjen orkidéer. Inga underarter finns listade i Catalogue of Life.